# 7087 Lewotsky
7087 Lewotsky è un asteroide della fascia principale. Scoperto nel 1991, presenta un'orbita caratterizzata da un semiasse maggiore pari a 1,9563300 UA e da un'eccentricità di 0,1013338, inclinata di 19,53848° rispetto all'eclittica.